# Nether Staveley
Nether Staveley – civil parish w Anglii, w Kumbrii, w dystrykcie (unitary authority) Westmorland and Furness. W 2001 miejscowość liczyła 677 mieszkańców.